# Vidanes
Vidanes es una localidad española perteneciente al municipio de Cistierna, en la provincia de León, comunidad autónoma de Castilla y León.
El pueblo de Vidanes se sitúa en una amplia vega en la ribera del río Esla, aguas bajo de Cistierna. Vidanes está en el límite entre la montaña y la meseta leonesa, presentando características de ambas zonas; así, la construcción de los muros en Vidanes sigue teniendo a la piedra como elemento básico, aunque comienzan a asomar los primeros atisbos del adobe.
Se encuentra en el km 58 de la carretera nacional N-625 –entre Mansilla de las Mulas y Arriondas–, que le comunica hacia el norte con Cistierna y Riaño y hacia el sur con Mansilla de las Mulas y León. Además, mediante una carretera local, y pasando el puente sobre el río Esla construido en 1942, se comunica con el pueblo de Modino y con la carretera local CV-131/2 que discurre conectando a los pueblos de la margen derecha del Esla.

## Toponimia
El nombre de Vidanes parece ser que deriva de la contracción de Villa de Agnes –Villa de Inés-, santa a la que está dedicada la parroquia desde tiempo inmemorial. Otros investigadores sugieren raíces germánicas en el topónimo Vidanes.

## Geografía

### Ubicación
Vidanes se encuentra en la margen izquierda de la ribera del Esla, a una altitud de 926 m s. n. m. y a unos 4 km aguas debajo de Cistierna, a cuyo ayuntamiento pertenece.
El pueblo limita al N con Sorriba del Esla, al O con Modino, al E con el Valle de las Casas y al S con Villapadierna.

### Relieve

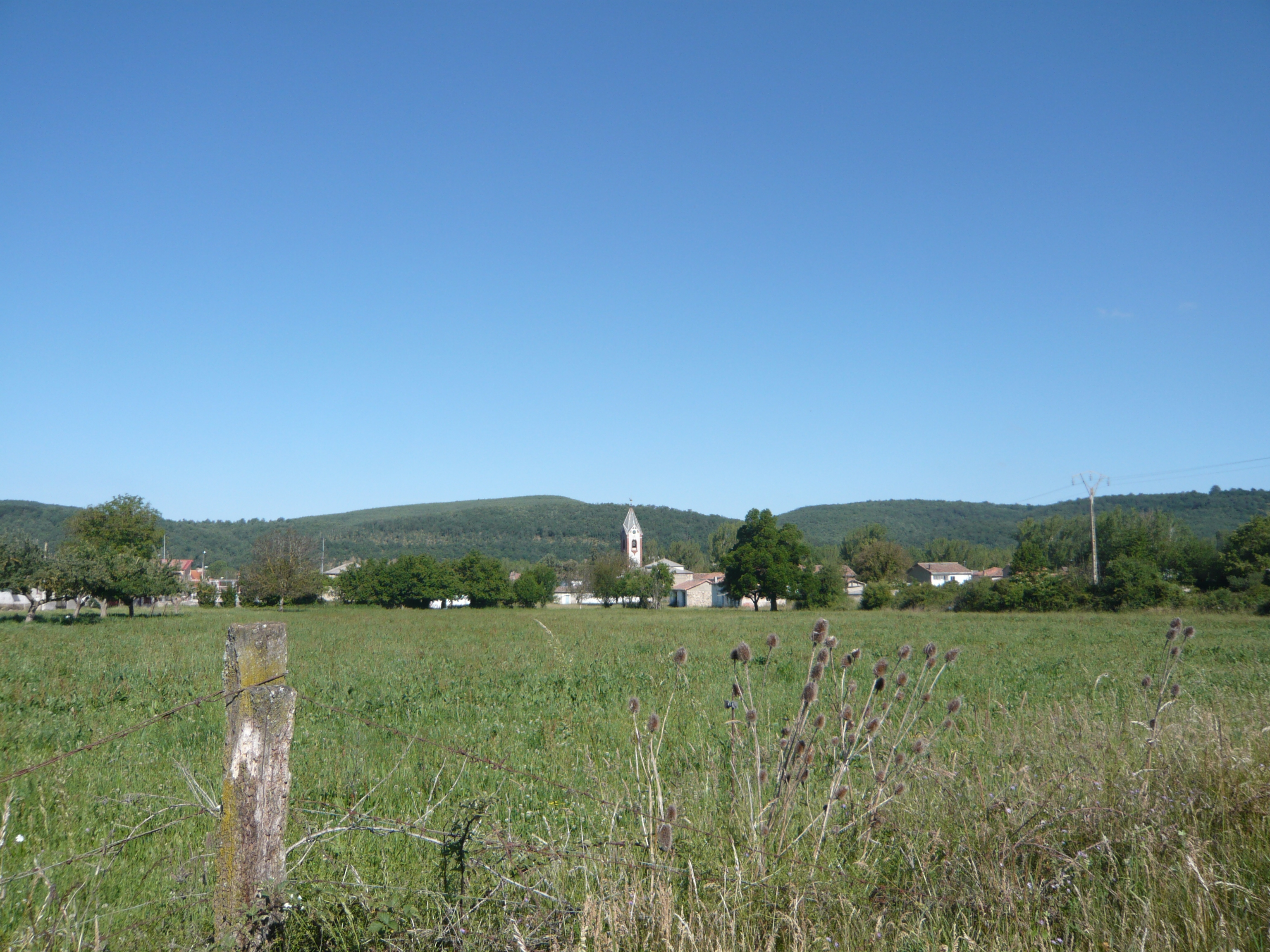
Vidanes

Su ubicación en la ribera del Esla, dejadas unos kilómetros más al norte las montañas que inician la cordillera Cantábrica, hace que el pueblo se asiente en una zona de terraza fluvial y de aluvión, predominantemente llana, con lomas hacia el oeste que no sobrepasan los 1.150 metros de altitud, cubiertas en su mayor parte de pinos y robles, del mismo modo que las lomas que se levantan al otro lado del río Esla, ya en terreno de Modino.

### Hidrografía
El río Esla –el Astura de los romanos– marca el paisaje, el clima y la actividad económica del pueblo, dedicado fundamentalmente a la agricultura desde la antigüedad. A la altura del puente de Mercadillo se inicia el canal Alto de los Payuelos que atraviesa el pueblo en canalización subterránea y que no deja sus aguas en esta zona; sin embargo, el pueblo dispone de algún otro canal de menor importancia para el aprovechamiento del agua del Esla en el regadío.

### Clima
Según la clasificación de la Agencia Estatal de Meteorología de España el clima de Vidanes es mediterráneo continentalizado, levemente alterado por la influencia de la Cordillera Cantábrica. Según la clasificación climática de Köppen Vidanes tiene un clima de tipo Csb (templado de verano seco y fresco). La temperatura media en el mes de enero está entre 0-2 °C y en el mes de julio entre 18-20 °C. La temperatura media anual es de 9,2 °C –valores de Cistierna–, con importantes variaciones a lo largo del día. Son frecuentes las nevadas y heladas invernales –el periodo de heladas dura unos 9 meses y el periodo seco unos 2 meses–. También son frecuentes los días de niebla, debido a la proximidad del Esla. Los veranos son calurosos y secos, algo suavizados por la altitud del pueblo, que provoca unas mínimas frescas.
Las precipitaciones se reparten de forma irregular a lo largo del año, con escasez de las mismas en verano, concentrándose al final del otoño, en los meses invernales y al principio de la primavera, con una pluviometría media anual de unos 950 mm –valores de Cistierna–.

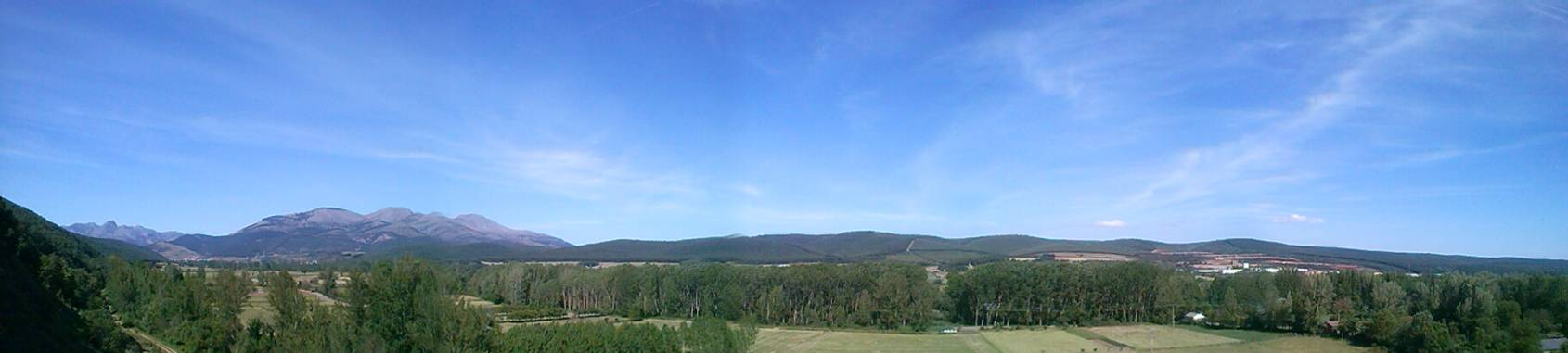
Panorámica del terreno de Vidanes desde Modino. El pueblo queda oculto por la frondosa chopera del Esla. A la izquierda Peñacorada. A la derecha el polígono industrial

Así describe el otoño en la zona el poeta local JA Llamas en su poema Valle del Esla: En el valle del Esla, en este tiempo,/ el humo de las hogueras de las hojas,/ y los árboles desnudos,/ vagando turbios por la vega,/ locos./ En el valle del Esla, en el otoño,/ la tristeza se agiganta, y por el monte/ recubiertos de muérdago, corren los / robles,/ las miradas se iluminan y crece la/ ansiedad / y crece el río, y las hojas caídas todo/ lo van / cubriendo, todo lo tapan./ Nadie partió que no fuera olvidado./ Nadie cantó que no haya sido/ confundido./ Nadie calló que no debiera haber/ callado. / En el valle del Esla las crecidas todo/ lo van llevando,/ las hogueras todo lo queman, la/ neblina todo lo cubre/ con su manto.

## Historia

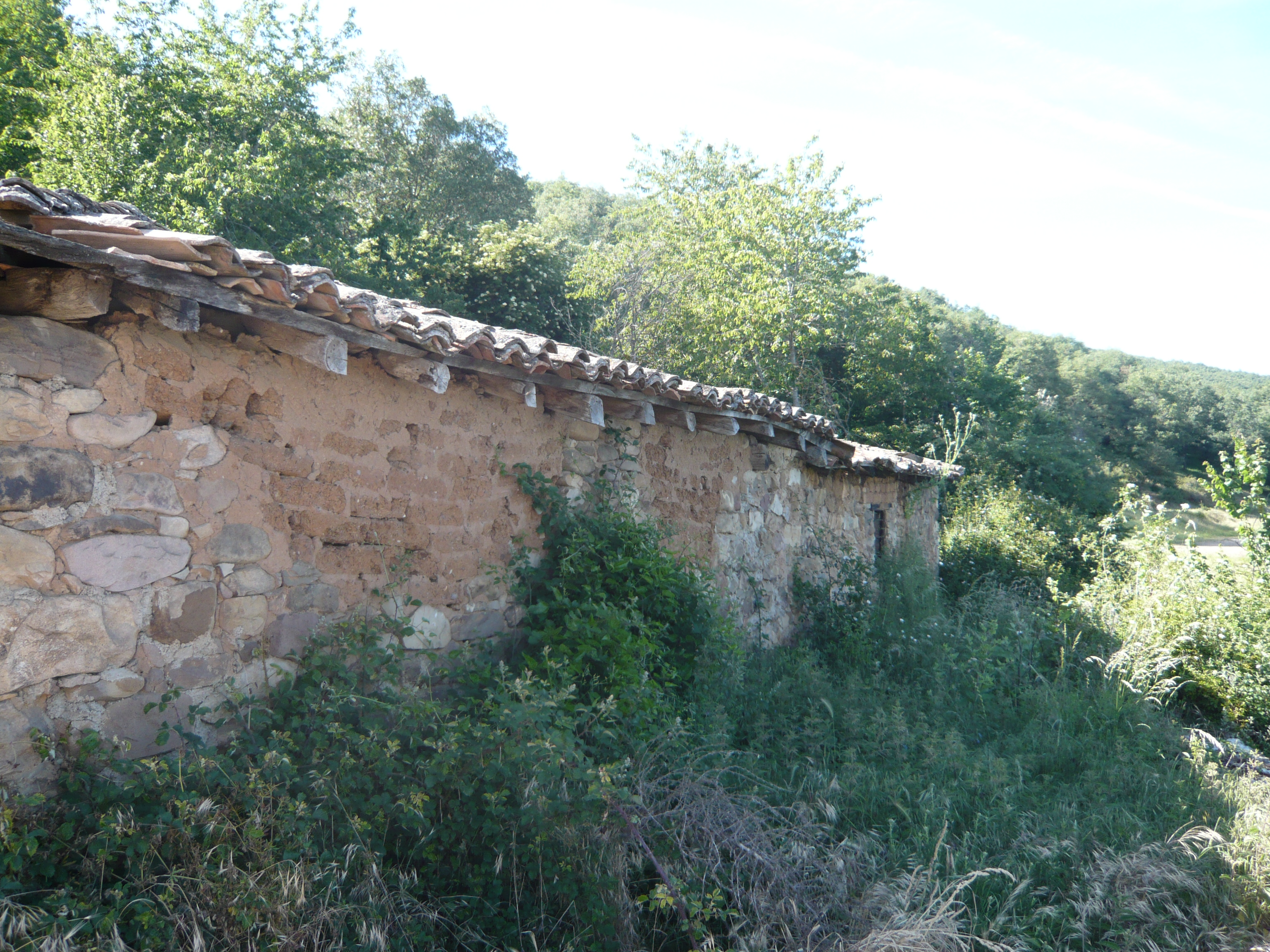
Transición de la piedra al adobe

En la salida del pueblo hacia Cistierna, en la zona del Reguero Seco, se han encontrado restos del Paleolítico medio, consistentes fundamentalmente en industria lítica. El yacimiento está parcialmente destruido por el trazado, el actual y el antiguo, de la carretera. Por otra parte, entre Vidanes y Villapadierna,  en el lugar denominado Los Castros, probablemente hubo un poblado prerromano a juzgar por el nombre, por los vestigios de un probable asentamiento y por la existencia de una especie de túmulo.
Entre Vidanes y Villapadierna existió un poblado llamado Airones, que probablemente desapareció antes del siglo XV porque no se hace referencia a él en el Becerro de Presentaciones de la catedral de León, aunque sí aparece en documentos de los siglos X y XI. Este lugar se encuentra en la zona de la  Cota de Villapadierna y,  según algunos autores,  aquí podría haber estado situada la Vadinia de Ptolomeo, capital de la tribu cántabra de los vadinienses.
Las primeros documentos escritos en que figura Vidanes son del siglo XII y recogen las firmas de Roderico Petri de Vedanes –Roi Pedriz de Veidanes o Rodrigo Pedriz de Vidanes– en documentos del monasterio de Gradefes y de la catedral de León. Más tarde, en 1324, en otro pergamino del monasterio de Gradefes, doña Aldonza Álvarez vende sus heredades en Vidannes. También aparece el pueblo en el Becerro de las Presentaciones de la catedral de León de 1468, copiado de otro de mediados del siglo XIII: En Vidannes. Sancta Yignes. De fijosdalgo. Da terçia al çillero de Çistierna; e las dúas al clérigo; e vn maravedi en procuraçion; e tres sueldos en carnero.
En la Edad Media Vidanes quedó integrado en el Concejo de Rivesla, siendo el lugar de residencia del Gobernador del concejo, pese a tener sólo categoría de lugar, al servicio del marqués de Astorga y de la casa de Altamira, estableciéndose en Vidanes la cárcel del distrito. En la iglesia parroquial se guardaba el archivo del concejo de Rivesla en un arca cerrada con tres llaves.
Según el Catastro del Marqués de la Ensenada de 1752, el pueblo posee tierras de regadío, de secano, trigueras, prados de secano, montes, bosques y brezo. Hay tierras de buena, mediana e ínfima calidad y centenal de buena calidad. Se recoge trigo, centeno, lino y “yerba”. El pueblo tiene además dos molinos harineros de dos ruedas cada uno.
El Diccionario Madoz de los años 1840-45, dice de Vidanes: L. en la provincia y diócesis de León (9 leguas), partido judicial de Riaño (5), audiencia territorial y c e . de Valladolid (30), ayuntamiento de Cistierna SIT. en la ribera de Gradefes, con saludable CLIMA y agradable perspectiva. Tiene 30 CASAS iglesia parr. (Sta. Inés) servida por un cura, y buenas aguas potables. Confina con Sorriba, Villapadierna y Modino. El TERRENO es de mediana calidad y le fertilizan las aguas del Esla cuyas márgenes se hallan cubiertas de arbolado de roble. Los CAMINOS son locales recibe la CORRESPONDENCIA de Cistierna. PRODUCCIÓN PRINCIPAL: granos, legumbres, hortaliza, lino, frutas y pastos; cría ganados, caza de varios animales, y pesca de truchas, barbos y anguilas, POBL.  25 vecinos, 150 almas CONTR. con el ayuntamiento Es pueblo ant., de mayor importancia en otro tiempo, ilustre cuna del P. Isla, cuya honra le disputa la v. de Valderas.
En 1936 Vidanes pasó a pertenecer al nuevo ayuntamiento de Cistierna.

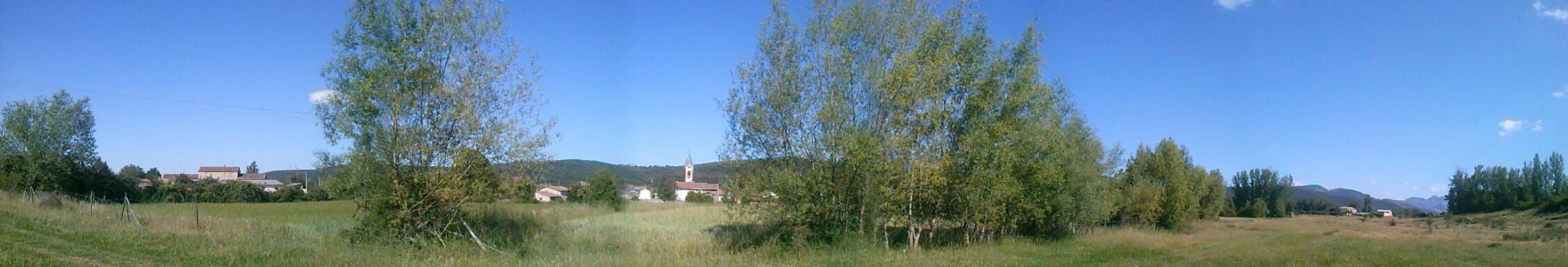
Vista panorámica del pueblo de Vidanes

## Demografía
En 1840 Vidanes tenía 150 habitantes, pasando a 134 en 1864, e incrementándose paulatinamente la cifra durante los primeros 60 años del siglo XX, llegando hasta los 350 a finales de los 50, cuando el pueblo llegó a tener cuartel de la Guardia Civil, preceptoría eclesiástica, parada de semental caballar, dos escuelas y viviendas para maestros, casa del médico… Este boom fue debido al incremento general de la población en los pueblos de la comarca en esa época y a las circunstancias sociopolíticas del pueblo de Vidanes en ese momento, que le permitieron tener unas dotaciones no habituales en los pueblos de su tamaño. El descenso posterior se puede atribuir a la gran emigración hacia las ciudades en el tercio final del siglo XX.
| Gráfica de evolución demográfica de Vidanes entre 1840 y 2023 |
|                                                               |
| Fuentes: J de Prado e INE                                     |

La población se ha mantenido más o menos estable, aunque con progresivo descenso, en los primeros años del siglo XXI, habiendo quedado Vidanes más al margen de crisis ferroviaria y de la minería que otros pueblos del entorno y estando favorecido el pueblo por su cercanía a los servicios de Cistierna, por sus buenas comunicaciones y por la construcción del Polígono Industrial de Vidanes, que con más de 140.000 m², pretende la reindustrialización de la zona tras el cierre de las minas de carbón del Valle de Sabero. El padrón continuo del INE de 2022 sitúa en Vidanes a 115 habitantes -60 varones y 55  mujeres-.
| Años       | 2000 | 2001 | 2002 | 2003 | 2004 | 2005 | 2006 | 2007 | 2008 | 2009 | 2010 | 2011 | 2012 | 2013 | 2014 | 2015 | 2016 | 2017 | 2018 | 2019 | 2020 | 2021 | 2022 | 2023 |
| ---------- | ---- | ---- | ---- | ---- | ---- | ---- | ---- | ---- | ---- | ---- | ---- | ---- | ---- | ---- | ---- | ---- | ---- | ---- | ---- | ---- | ---- | ---- | ---- | ---- |
| Habitantes | 151  | 152  | 152  | 151  | 151  | 146  | 140  | 148  | 149  | 141  | 132  | 135  | 140  | 137  | 137  | 120  | 116  | 118  | 116  | 115  | 113  | 117  | 115  | 114  |

## Servicios
- Gasolinera. A la salida del pueblo en dirección a Mansilla de las Mulas y León.
- Parque infantil. En el camino a Modino, en el antiguo emplazamiento del cuartel de la Guardia Civil.
- Polideportivo. Junto a la carretera. Porterías de futbito y suelo de cemento. Para dar unas patadas al balón.
- Transporte público: Vidanes se encuentra comunicado con León mediante autobuses de la empresa ALSA. En Cistierna hay estación del Ferrocarril de La Robla, con comunicaciones hacia León y Bilbao.

## Patrimonio

### Iglesia parroquial

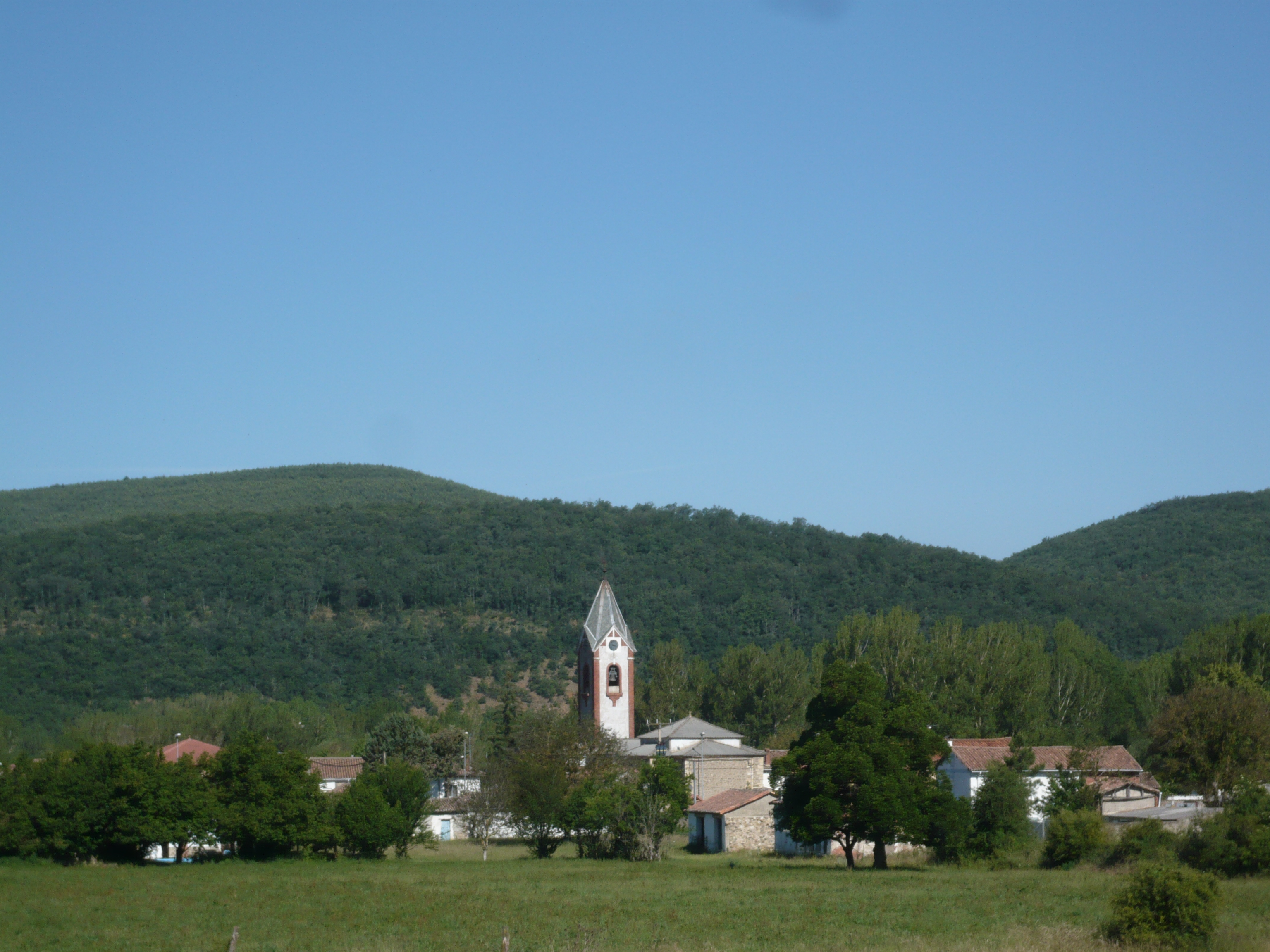
Iglesia y pueblo de Vidanes

La primitiva iglesia parroquial de Vidanes databa del siglo XIII, pero en el siglo XVI dio paso a una nueva construcción que fue totalmente restaurada y renovada en los años cuarenta del siglo XX, con torre de campanario y reloj con esfera a los cuatro cuadrantes. La iglesia está dedicada a Santa Inés y tiene como patrona a la Virgen de la Merced, en cuyas fiestas se hacía la fiesta popular. Ahora se ha establecido por razón de la emigración la fiesta en el mes de agosto en honor a la Virgen de la Guía. El retablo fue realizado por Pedro de Pecorama y Antonio Lastra, con sus hijos, a finales del siglo XVII. Tiene una imagen barroca de Santa Inés.

### Casas solariegas

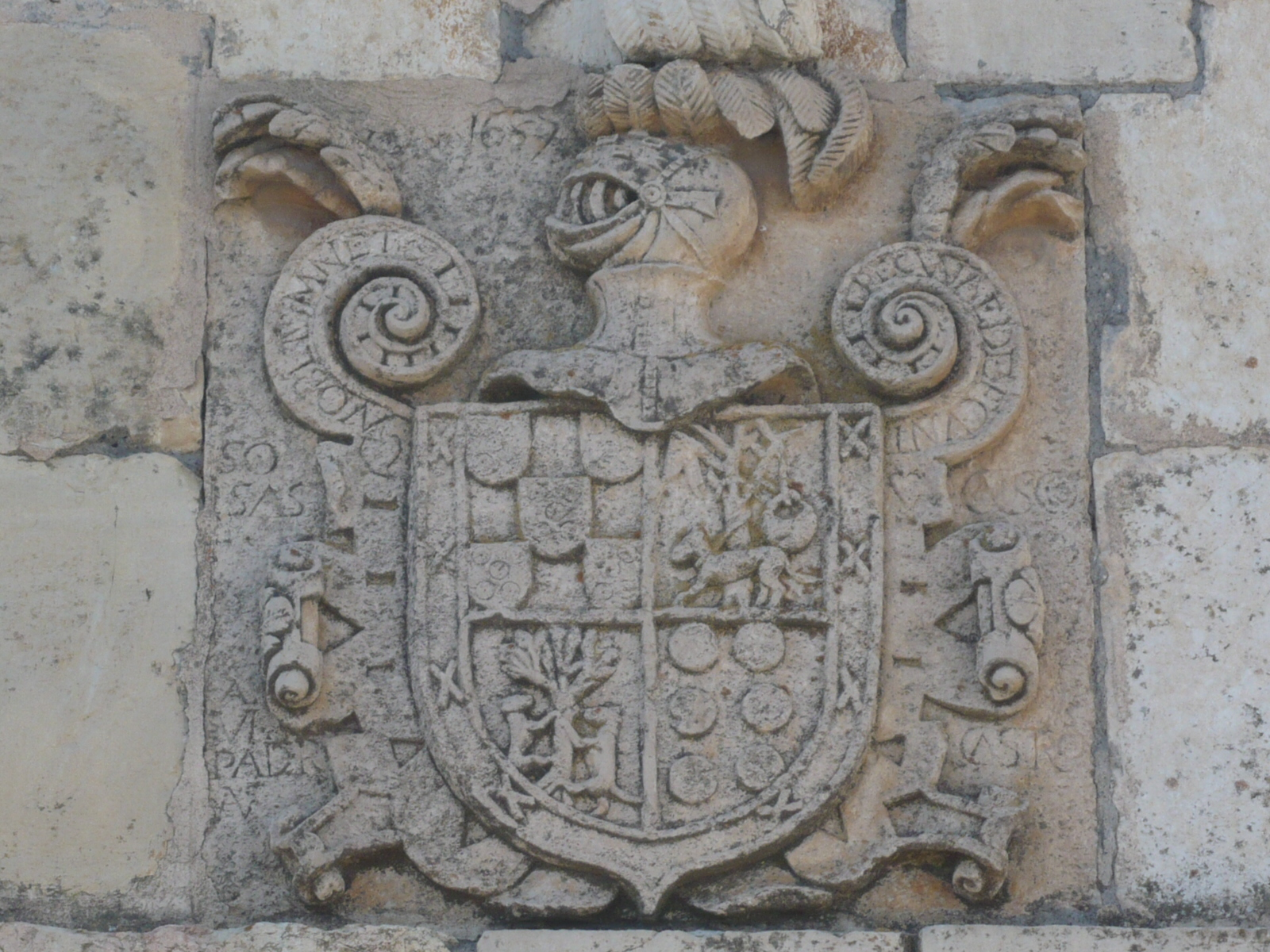
Escudo de los Sosa en Vidanes

Los vecinos de Vidanes eran en su mayoría hidalgos y en el pueblo se encuentran varias casas solariegas, algunas con escudos. El palacio de los Sosa fue residencia de los Gobernadores del Concejo, en especial de los miembros de esta familia, que fue la que más regidores tuvo. En su escudo se puede leer el lema: Nobilitas manet, pecuniae deficiunt –la nobleza permanece, el dinero se va-. Esta familia procedía de Portugal y emparentó con la hidalguía local de los Canseco y Castro. En esta casa se cree que nació el Padre Isla. También hay otra casa con escudo nobiliario que perteneció a la familia de los Villarroel y los Llamazares.

### Monumento al Padre Isla

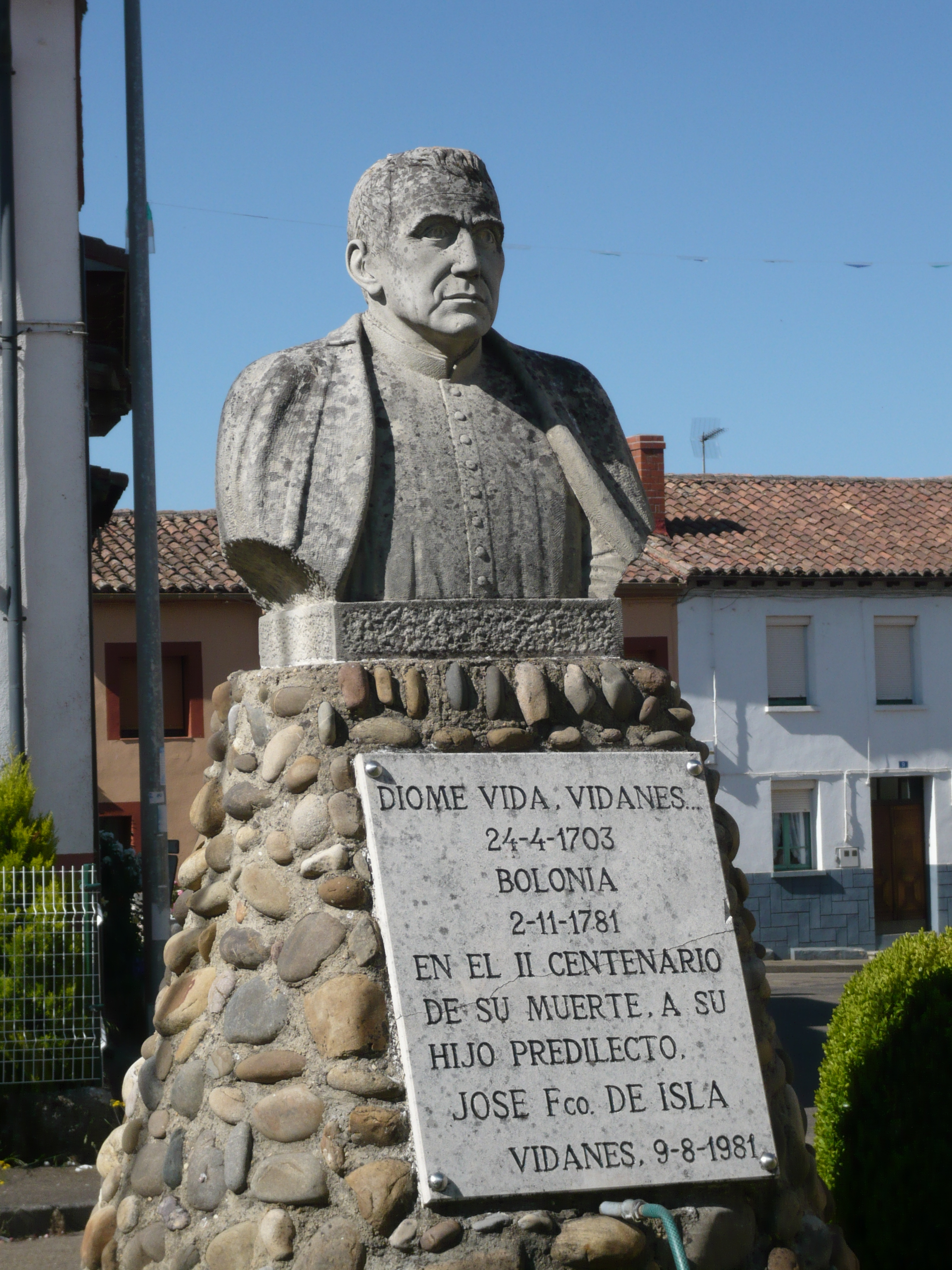
Monumento al Padre Isla en Vidanes

Se trata de un busto en piedra del Padre Isla, colocado sobre un pedestal. Levantado en 1981 con motivo del II Centenario de su muerte. Se encuentra situado en la plazoleta junto a la iglesia.